# العلاقات الغرينادية المالية
العلاقات الغرينادية المالية هي العلاقات الثنائية التي تجمع بين غرينادا و‌مالي.

## مقارنة بين البلدين
هذه مقارنة عامة ومرجعية للدولتين:
| وجه المقارنة                                              | غرينادا                                | مالي            |
| --------------------------------------------------------- | -------------------------------------- | --------------- |
| المساحة (كم2)                                             | 348                                    | 1.24 مليون      |
| عدد السكان (نسمة)                                         | 107.83 ألف                             | 18.54 مليون     |
| الكثافة السكانية (ن./كم²)                                 | 30.99 ألف                              | 14.95           |
| العاصمة                                                   | سانت جورجز                             | باماكو          |
| اللغة الرسمية                                             | لغة إنجليزية، إنكليزية غرنادة المولدة ‏ | لغة فرنسية      |
| العملة                                                    | دولار شرق الكاريبي                     | فرنك غرب أفريقي |
| الناتج المحلي الإجمالي (بليون دولار)                      | 1.12 مليار                             | 15.29 مليار     |
| الناتج المحلي الإجمالي (تعادل القوة الشرائية) بليون دولار | 1.45 مليار                             | 35.69 مليار     |
| الناتج المحلي الإجمالي الاسمي للفرد دولار أمريكي          | 9.21 ألف                               | 724             |
| الناتج المحلي الإجمالي للفرد دولار أمريكي                 | 12.43 ألف                              | 1.60 ألف        |
| مؤشر التنمية البشرية                                      | 0.750                                  | 0.419           |
| رمز المكالمات الدولي                                      | +1473                                  | +223            |
| رمز الإنترنت                                              | .gd                                    | .ml             |
| المنطقة الزمنية                                           | 00                                     | 00              |

## منظمات دولية مشتركة
يشترك البلدان في عضوية مجموعة من المنظمات الدولية، منها:
| علم المنظمة | اسم المنظمة                                 | تاريخ انضمام غرينادا | تاريخ انضمام مالي |
| ----------- | ------------------------------------------- | -------------------- | ----------------- |
|             | مجموعة دول أفريقيا والكاريبي والمحيط الهادئ | ?                    | ?                 |
|             | مؤسسة التنمية الدولية                       | 28 أغسطس 1975        | 27 سبتمبر 1963    |
|             | الأمم المتحدة                               | 17 سبتمبر 1974       | 28 سبتمبر 1960    |
|             | منظمة التجارة العالمية                      | ?                    | ?                 |
|             | منظمة الشرطة الجنائية الدولية               | ?                    | ?                 |
|             | المركز الدولي لتسوية المنازعات الاستشارية   | 23 يونيو 1991        | 2 فبراير 1978     |
|             | الاتحاد الدولي للاتصالات                    | 17 نوفمبر 1981       | 21 أكتوبر 1960    |
|             | البنك الدولي للإنشاء والتعمير               | 27 أغسطس 1975        | 27 سبتمبر 1963    |
|             | الاتحاد البريدي العالمي                     | ?                    | ?                 |
|             | منظمة حظر الأسلحة الكيميائية                | ?                    | ?                 |
|             | مؤسسة التمويل الدولية                       | 28 أغسطس 1975        | 9 مايو 1978       |
|             | وكالة ضمان الاستثمار متعدد الأطراف          | 12 أبريل 1988        | 22 أكتوبر 1992    |
|             | يونسكو                                      | 17 فبراير 1975       | 7 نوفمبر 1960     |